# چولجه
چولجه، روستایی از توابع بخش مرکزی شهرستان بیجار در استان کردستان ایران است.
نقشه و آدرس: استان کردستان، شهرستان بیجار، بخش مرکزی، دهستان خورخوره، روستای چولجه
چولجه. [چ ُ ج َ] (اِخ) دهی است از دهستان پیرتاج شهرستان بیجار بوده که هم‌اکنون در دهستان خورخوره قرار دارد. از چشمه آبیاری می‌شود.
. زبان این روستا کردی گروسی یکی از لهجه‌های زبان کردی می‌باشد.
اگر آن کرد گروسی به دست آرد دل ما را
به طاق ابرویش بخشم دل و جان و سر و پا را
فاضل گروسی
گَروسی، یکی از لهجه‌های کردی است. این زبان بیشتر در منطقه بیجار گروس و قروه تکلم می‌شود. در لغتنامه دهخدا چنین آمده: گروس به منطقه‌ای شامل کردستان، زنجان، همدان و قزوین اطلاق می‌شده است که مرکز آن بیجار بوده است. البته این اطلاق به دوران قبل از تقسیم‌بندی استانی برمی گردد،
کردی گروسی رابط بین کردی سورانی با کلهری است چنان‌که گویش و کاربرد لغات کمتر کلهری بوده ولی لهجه سخن گفتن همانند کردی سورانی) سنندجی) می‌باشد البته کلماتی رانیز از کردی کرمانجی به قرض گرفته است. لهجهٔ کردی گروسی لهجهٔ غالب ساکنان گروس را تشکیل می‌دهد و لهجهٔ نامبرده از زیر گروه کردی گورانی (اورامی) است. گروسی‌هایی که هم‌اکنون در مناطق مختلف ایران زندگی می‌کنند اصلیتی از این خطه دارند، هم‌اکنون در شهرهای میانه، زنجان، بیجار، قزوین، کرمان و… طوایف گروس ساکن می‌باشند.
دلیل این امر به تبعید بزرگان خاندان چهل‌امیران (گروس) به مناطق مختلف در حادثه مشروطه می‌باشد که به تبعیت از امیر نظام که به حمایت از مشروطه پرداخته بود از ارسال نیرو برای محاصره تبریز خودداری کردند لذا مانند امیر نظام که در آن زمان فرماندار تبریز بود از سمت‌های خود خلع و به مناطق دیگر تبعید گشتند. امیر نظام گروسی در جواب نامه محمد علی شاه قاجار که دستور دستگیری باقرخان، ستارخان و مشروطه خواهان را داده بود به عنوان فرماندار وقت تبریز چنین می‌نویسد: من کسانی را که فریادی جز آزادی و عدالت سر نداده‌اند را هرگز دستگیر نمی‌کنم. بنابرین به علت حمایت از مشروطه از سمت خود خلع و به کرمان تبعید شد و سپس به جای او عین الدوله فرماندار تبریز شد.
قطعه شعری با لهجه کردی گروسی:
بیچاره که سی ک یار نه یری
لهٔ غوربه ت دلته ن و نه موره
دل وه ر دل و دیدار تو جوره
چه ن ساله من و دل دزانیم
ته نیا دل تو له مان وه زوره
دل ره حم وخوا ناس وئه زیزی
راسی دله گه م تو هایده کوره
به وره و تو مه رو ک دار یادم
ته نیا تو به ری وه دار دیری
ئاسوده که سی ک یا ر دیری
گول خونچه له بی وه بار دیری
پوونهٔ قه شه ن وه خت جوانی
وه سف تو د که م وه هه ر زوانی
وه چه و دمژم ئه شق و وه فای تو
قسیهٔ دلمه خوا دزانی
باخی له موحه به ت و ئه زیزی
تاوس قه شه ن تو با خه وانی
را خوه ش نه وم تا له تور د لما
دل شایی و شور شکار دیری
ئاسوده که سی ک یار دیری
گول خونچه له بی وه بار دیری
وادهٔ وه شه ن تو هه ر له لامه
ئهٔ دل خوه شی یه چ با ده وا مه
سه د ده ف وتم و دوواره ئووشم
بی یاد تو زندگی حه رامه
رای دیده ن باخ سه وز شیعرت
ئاسوده دلی چو خوه م خو لا مه
هه ر که س وه خه یال خوهٔ تو ری دا
نه روژ و نه شه و قه رار دیری
ئاسوده که سی ک یار دیری
گول خونچه له بی وه بار دیری
دین این روستا تشیع امامیه دوازده امامی می‌باشد. صنایع دستی این روستا قالی بافی می‌باشد که پشتوانه قالی بیجار می‌باشد. وشغل مردم کشاورزی و دامپروری می‌باشد. محصولات این روستا گندم، جو، ینجه، شیر دام، زردآلو، سنجد، انگوراصیل فخری، شیره انگور (دوشاب)، قیسی،
اهالی این روستا از قدیم ایام به ارادت به قرآن کریم و آموزش آن شهره اند
رودخانه تلاور که از سرچشمه‌های رود قزل اوزون است از این روستا می‌گذرد
در مرکز این روستا چشمه ای وجود دارد سال‌ها بوده و هست و مقدار آن کم شده است ولی هنوز کسی خشکی آن را ندیده است.
با توجه به رشد منفی شهرستان بیجار رشد جمعیت این روستا هم کاهشی بوده است بتدریج مردم روستا شروع به مهاجرت کرده و به شهرستان بیجار، تهران، کرج، اسلامشهر و دیگر شهرها مهاجرت کرده‌اند. طایفه‌های معروف در این روستا می‌توان نام برد سعیدپناه_نریمانی _شکوهی _محمدعلی…

## آیین‌های سنتی
دیدن روباه را به فال نیک می‌گرفتند
پشت سر مسافر آب می‌پاشند
برگزاری باشکوه مراسم چهارشنبه سوری
مردم منطقه مراسم عید باستانی و ملی نوروز را هم باشکوه برگزار می‌کنند.
یکی از مراسم نوروز شال گردش نام دارد که رسمی پرطرفدار است. در این رسم جوانان به پشت بام‌ها رفته و با آویختن شال گردن خود یا پارچه‌ای دراز از صاحب خانه عیدی طلب می‌کنند. صاحبخانه نیز آجیل، شیرینی، تخم مرغ پخته، پول و شکلات را داخل شال گره زده و با گفتن این عبارت «خدا مرادت را بدهد» شال را رها می‌کند.
در شب یلدا برای نو عروس‌ها عیدی می‌برند.
این روستا در دهستان خورخوره قرار دارد و براساس سرشماری مرکز آمار ایران در سال ۱۳۸۵، جمعیت آن ۳۲۸ نفر (۶۸خانوار) بوده است.